# Sanasar Oganisjan
Sanasar Razmikovič Oganisjan (rusky Санасар Размикович Оганисян ; * 5. února 1960 Moskva, Sovětský svaz) je bývalý sovětský zápasník, volnostylař.
V roce 1980 na olympijských hrách v Moskvě v kategorii do 90 kg vybojoval zlatou medaili. V roce 1981 vybojoval titul mistra světa a v roce 1986 mistra Evropy.